# Prudka
Prudka (Rudka) – rzeka, lewy dopływ Luciąży o długości 20,22 km.
Płynie w okolicach wsi Lipowczyce, przez Rdułtowice, Krzemieniewice, Białek. W miejscowości Gorzkowice zmienia kierunek na północno-wschodni, dalej płynie przez Bujnice i Szczepanowice, do Luciąży uchodzi w miejscowości Wilkoszewice.